# Celia Wray

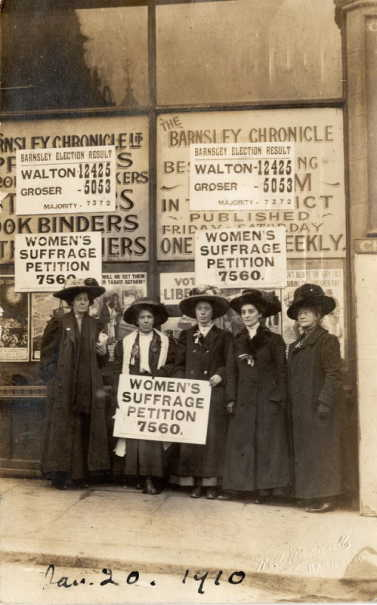
Alice Laura Embleton, Miss O Royston, Celia Wray, Miss M Fielden e Miss E Ford protestano davanti agli uffici del Barnsley Chronicle il 20 gennaio 1910.

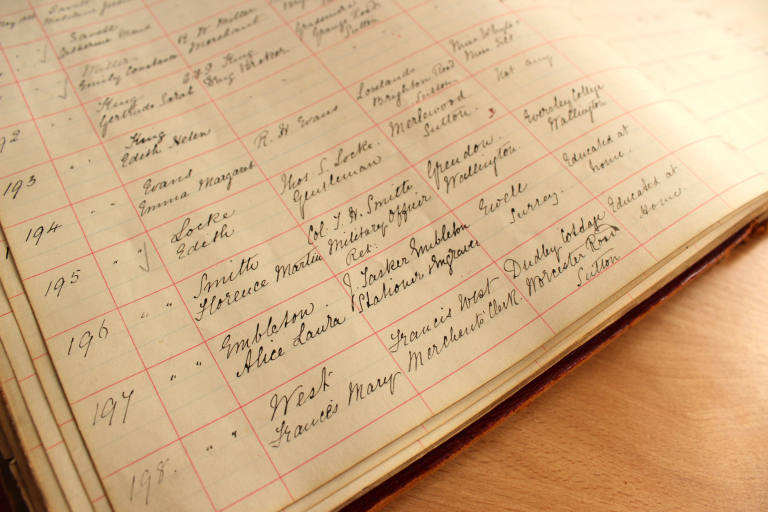
L'iscrizione di Alice Embleton nel registro delle ammissioni della Sutton High School

Celia Wray, nome alla nascita Cecilia Wray, (Barnsley, 30 maggio 1872 – Blythburgh, 30 novembre 1954), è stata un architetto, attivista e suffragetta inglese; per molti anni ha avuto una relazione lesbica con la scienziata Alice Laura Embleton.

## Primi anni di vita
Nacque a Barnsley nello Yorkshire nel 1872 come Cecilia Wray, figlia di Jane Burrows nata Batty (1846-1910) e Charles Wray (1844-1931), un macellaio di maiale che era sindaco di Barnsley dal 1896-187 e di nuovo nel 1903 –1904. Aveva costruito una "vasta attività" a Barnsley, dove era consigliere liberale per il West Ward di Barnsley dal 1889 e si ritirò come Aldermanno nel 1924. Era presidente della District Butchers' Association ed era un sostenitore della Chiesa Metodista Unita di Blucher Street e dell'Istituzione di Beneficenza dei Commercianti. Fu nominato Cittadino Onorario del distretto nel 1921, prima del suo ritiro.

## Attivismo
Per un certo periodo la Wray fece l'architetto a Barnsley dove nel 1908 progettò alcuni cottage a Cudworth (South Yorkshire) che sono ancora in piedi. Nel 1896 circa fu sostenitrice dell'Unione per l'Emancipazione Femminile. Era anche un'importante attivista per il suffragio femminile essendo un membro di spicco della Barnsley Women's Suffrage Society, fondata nel 1902, di cui fu segretaria dal 1908 al 1920, quando lasciò la città. Aveva una relazione con la scienziata del cancro Alice Laura Embleton (1876-1960). Le due furono fotografate con altre suffragette che protestavano al di fuori degli uffici del Barnsley Chronicle nel gennaio 1910. Nel 1911 la Wray viveva con suo padre a Barnsley quando il giorno del Censimento del Regno Unito del 1911, la Embleton era una visitatrice. In comune con molte altre suffragette, le due donne deturparono la carta del censimento scrivendo lo slogan "Otteniamo voti per coloro che pagano il pifferaio. Otteniamo voti per le donne" attraverso lo stesso.
Con la Embleton, Evelina Haverfield e Vera Holme, la Wray creò la "Lega Foosack" privata tra loro la cui appartenenza era limitata a donne e suffragisti; prove interne suggeriscono che la Foosack League era una società segreta lesbica. Certamente le quattro erano amiche intime come evidenziato dalle molte lettere scritte tra loro, in particolare durante la prima guerra mondiale.
Negli ultimi anni Wary visse con Alice Embleton ai The Elms di Saxmundham nel Suffolk. Nel suo testamento ha lasciato 35.233 sterline 16 scellini e 5 penny.
Celia Wray morì a Blythburgh nel Suffolk nel 1954 all'età di 82 anni.